# Îles Chimanas
Les îles Chimanas sont un archipel de la mer des Caraïbes composé de sept îles appartenant au Venezuela  situées au nord-est de l'État d'Anzoátegui, à l'est des Islas Borrachas (en) et au nord de la baie de Pozuelos, à seulement quelques kilomètres de la ville voisine de Puerto La Cruz, qui depuis 19 décembre 1973, en vertu du décret no 1534, appartient au parc national Mochima pour son attraction touristique particulière basée principalement sur de belles plages et baies. Ce sont des îles pratiquement inhabitées, à l'exception des pêcheurs locaux. 
|                          |
| Phare de Chimana Segunda |